# 1936년 7월 스페인 쿠데타
7월 쿠데타(스페인어: Golpe de Estado de julio de 1936)는 1936년 7월, 1936년 스페인 총선 이후 결과에 불복하는 쿠데타 세력이 스페인 제2공화국 정부에 대해 대항해 발생한 쿠데타이다. 스페인령 모로코를 시작으로 세우타, 멜리야, 테투안 그리고 카나리아 제도에서부터 발생된 군사 쿠데타는 이후 스페인 본토에서도 발생하였지만 부분적인 쿠데타의 실패로 7월 쿠데타는 스페인 내전으로 확산되게 된다. 이후 공화파가 내전에서 패배함으로서 스페인국이 수립되었고, 스페인국은 1975년 11월 20일 프랑코가 사망하기 전까지 지속되었다.

## 배경
1936년 2월 16일에 벌어진 스페인 총선에서는 1936년 당시 스페인의 정치 양극화가 여실히 드러났다. 이는 1934년에 발생한 좌익의 아스투리아스 봉기의 실패와 이에 대한 탄압으로 시작되었다. 좌익들은 공화연합과 사회주의노동당, 공화좌파당과 공산당을 비롯한 좌익 정당들의 인민전선으로 연합된 모습을 보인 것과 반대로, 우익들은 자치우익연합, 스페인 혁신, 전통주의 교우회 등이 국민전선으로 연합했지만 우익 세력들 중 특히 거대했던 팔랑헤당의 불참 등 완벽히 연합된 모습을 보이지 못했다. 이때문에 인민전선은 총선 이후 코르테스에서 우위를 차지했다.
그러나 총선 이후 수많은 파업들이 벌어졌으며 팔랑헤주의자들의 준군사조직들과 좌익 노동자 단체들이 조직한 민병대들이 무장충돌을 벌이면서 행동에 나섰다. 역사학자 빅토르 우르타도 (Victor Hurtado)에 따르면, 1936년 2월 총선 직후 한달 동안 스페인 전역에서 441건의 살인이 보고되었다며 주장했는데, 이는 명백히 과장된 수치이다. 2월부터 7월 사이에 총 189건의 사건과 262명의 사상자가 발생했는데, 사상자 262명 중 148명은 좌익, 50명은 우익이었다. 또한, 해당 연구에서는 정치적 폭력에 의한 사상자는 점차 감소했음을 확인했다.
5개월 동안 인민전선의 집권은 이후 국민파에 의해 쿠데타를 정당화하는데 사용되었다. 5개월 동안의 정치적 불안정은 한동안 시골과 도시를 가리지 않고 혼란이 끊이지 않게 만들었고, 좌익과 우익의 충돌에 힘입어 노골적인 범죄가 증가한 것 또한 부인할 수 없는 사실이다. 그러나 역사학자들은 이 기간의 정치적인 불안정은 이 쿠데타를 정당화하지 못하며 설명하지도 못한다고 반론했다.
쿠데타의 직전 사건은 1936년 7월 13일의 이른 시간에 스페인 혁신의 호세 칼보 소텔로가 암살된 사건이다.

## 쿠데타 기도
인민전선이 선거에서 승리한 직후부터 쿠데타 세력은 쿠데타를 준비하기 시작했다. 본디 제2공화국에 대한 쿠데타는 1932년 8월 10일에 호세 산후르호에 의해 발생한 1차 쿠데타, 즉 라 산주르자다가 있었으나 이 시도는 실패했고 산후르호는 체포되었다. 이후 산후르호는 사면되어 풀려난 후 포르투갈로 망명했으나 산후르호는 그곳에서도 이 쿠데타 기도에 참여했다.
1935년 자치우익연합의 지도자인 호세 마리아 길로블레스는 우익 장군들을 주요 직책에 임명했다. 이때 스페인 군사연합은 쿠데타를 일으키려는 세력과 정치에 "침투"하는 것을 선호하는 세력으로 나뉘었다. 1936년 1월에는 니세토 알칼라사모라가 코르테스를 조기해산하고 2월에 조기선거를 소집했다. 이때 몇몇 장군들은 만일 인민전선이 선거에서 승리한다면 2월 19일에 쿠데타를 일으키는 데에 동의했다.
그러나 이러한 행동들에 불구하고, 총선에서는 인민전선이 승리하게 되며 총선에서의 자치우익연합의 패배와 좌익의 권력 재장악을 막기 위한 '정치적 루트'가 실패했다는 것을 의미했다. 이와 관련해 대통령 대행이었던 마누엘 포르텔라 발라다레스가 전시상태를 선포하고 선출된 의원들의 취임을 막도록 시도했지만 실패하게 된다. 그 뒤를 이어서는 육군참모총장이었던 프랑코가 군 사령관들에게 전시상태를 선포하라는 명령을 내렸다. 그러나 대통령 대행인 포르텔라 발라다레스와 전쟁부 장관 대행인 니콜라스 몰레로는 이를 거부했다.

이렇게 시도된 어설픈 행동들은 계획된 것들과 정반대로 흘러갔다. 대통령 대행은 사임하며 3월 1일에 열릴 2차 총선이 열릴 때까지 기다리는것 대신 승리한 후보자들을 즉시 대통령에 임명해줄 것을 마누엘 아사냐 대통령에게 요청했다. 이에 따라 마누엘 아사냐는 2월 19일 수요일에 내각을 구성했고, 합의에 따라 내각은 좌익 세력이었던 공화좌파당 9명과 공화당 3명으로만 구성되었다. 이들의 새 내각이 내린 첫번째 명령 중 하나는 공화국의 권력의 중심에서 반공화국 반공화파 장군들을 제거하는 것이었다. 마누엘 고데드는 발레아레스 제도로 좌천되었으며, 프랑코는 카나리아 제도로, 팜플로나에는 에밀리오 몰라가 좌천당한 것이 그 예였다. 그러나 이러한 것들은 7월 17일과 18일 사이에 발생한 군사 쿠데타를 막는 데는 도움이 되지 못했고, 심지어 프랑코의 경우처럼 새 내각에 대한 반감을 증폭시키는 결과를 가져왔다. 특히 프랑코는 카나리아 제도로 배치된 것을 공화국 정부의 타락과 프랑코 자신에 대한 추방과 굴욕으로 생각했다.
 마찬가지로 새 내각은 총선의 속도를 최대한 빠르게 하기 위해 3월 1일로 예정된 2차 총선을 2월 23일 일요일로 앞당겼다.

### 쿠데타의 시작

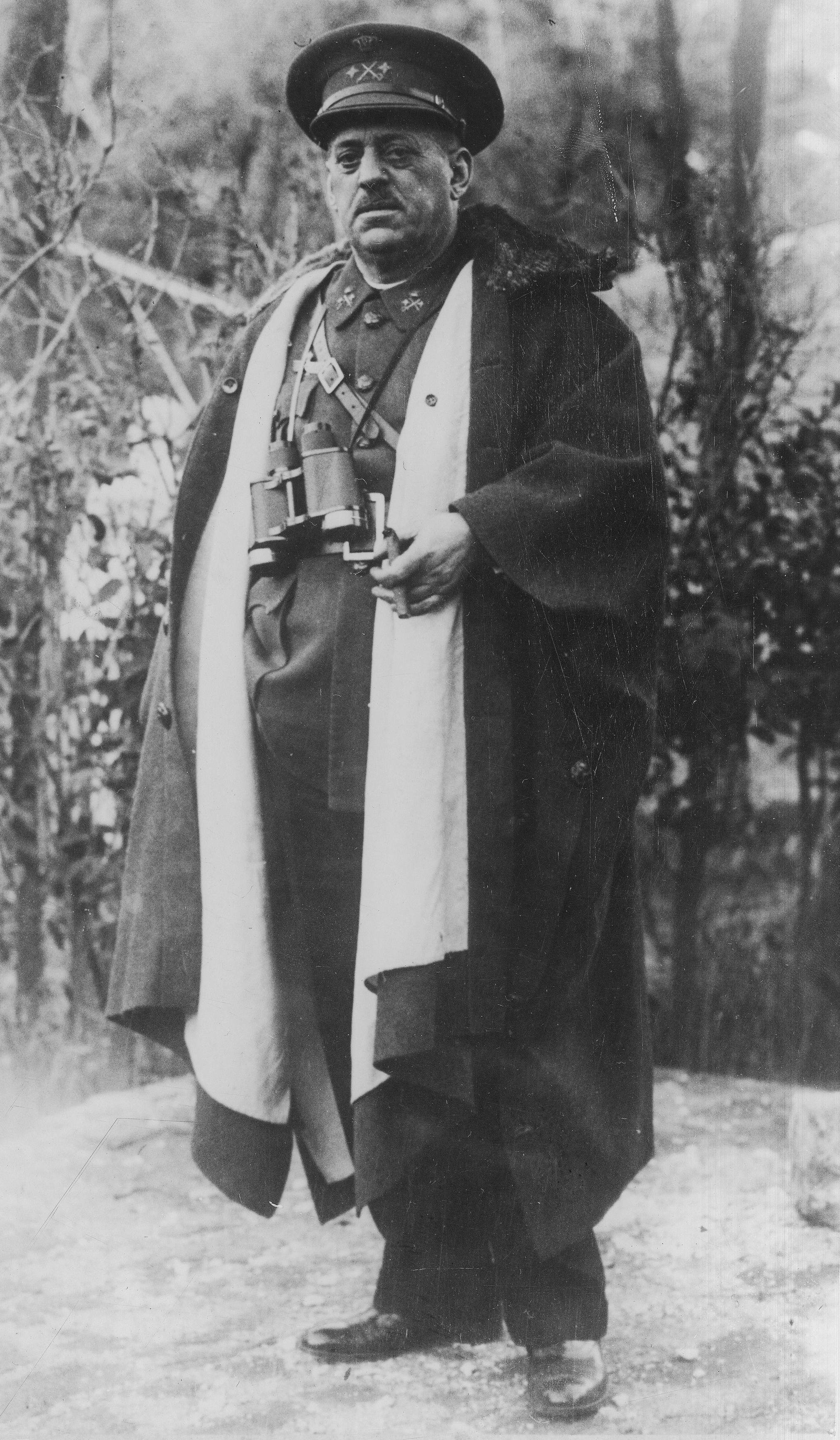
장군 호세 산후르호.

공화국 정부에 대한 쿠데타 음모는 2월 19일에 아사냐 정부가 취임하자마자 시작되었다.
3월 8일 프랑코가 카나리아 제도로 떠나기 몇 시간 전, 에밀리오 몰라 장군의 친구인 한 주식 중개인의 거처에서 회의가 열렸다. 이들은 회의에서 인민전선 정부를 전복하고 '스페인의 질서와 국제적 위상을 회복'할 쿠데타를 조직하기로 합의했다. 여기서 장군들은 포르투갈로 망명한 산후르호에게 형성될 쿠데타 정권의 권력을 제공하는데에 동의했다.
쿠데타의 정치적인 성향은 합의되지 않았지만 쿠데타를 위해 이들은 보수적이고 반아나키즘 장교들로 구성된 UME에 의존했다. 이들은 여기서 또한 쿠데타의 날짜를 4월 20일로 정했으나, 공화국 정부에 대한 의혹과 각각 카나리아 제도와 카디스에 억류된 오르가스와 바렐라의 체포로 인해 쿠데타는 연기되었다.
여기서 또다른 쿠데타를 조직하고 있던 곤살로 케이포 데 야노는 4월 12일에 팜플로나의 몰라와 접견했다. 이들은 서로 각자의 계획을 알린 뒤 협력하기로 결정했다. 그러나 4월 19일에는 마드리드 봉기의 책임자였던 로드리게스 델 바리오가 계획을 중단했는데, 그가 앓고 있던 암 때문도 있었지만 부분적으로는 경찰이 그의 음모를 이미 알고 있다고 믿었기 때문이었다. 이후 마드리드 봉기의 책임자는 기술자라는 별명이 있던 발렌틴 갈라르사 중령이 되었다.

## 같이 보기
- 마드리드 전투
- 마누엘 아사냐
- 프란시스코 프랑코
- 공화파
- 국민파

## 주해
1. ↑  스페인령 모로코, 스페인령 기니, 사구이아 엘 하라마, 리오데오로, 시디이프니, 카보주비 또한 포함되었다.
2. ↑  카사레스 키로가는 쿠데타 발발 이후까지 스페인 공화국의 총리를 맡고 있었지만, 잘못된 대처를 이어가다 쿠데타 하루 뒤인 7월 18일에 사임한다.
3. ↑  에밀리오 몰라 또한 사망했지만 몰라는 쿠데타 도중이 아닌 내전 도중에 사망했다.
4. ↑  바르셀로나에서 사형을 선고받고 처형되었다.
5. ↑  이는 1933년에 제정된 공공질서법에 따라 권력이 군 당국에 이양되었음을 의미했다.